# 托马斯·汤姆森

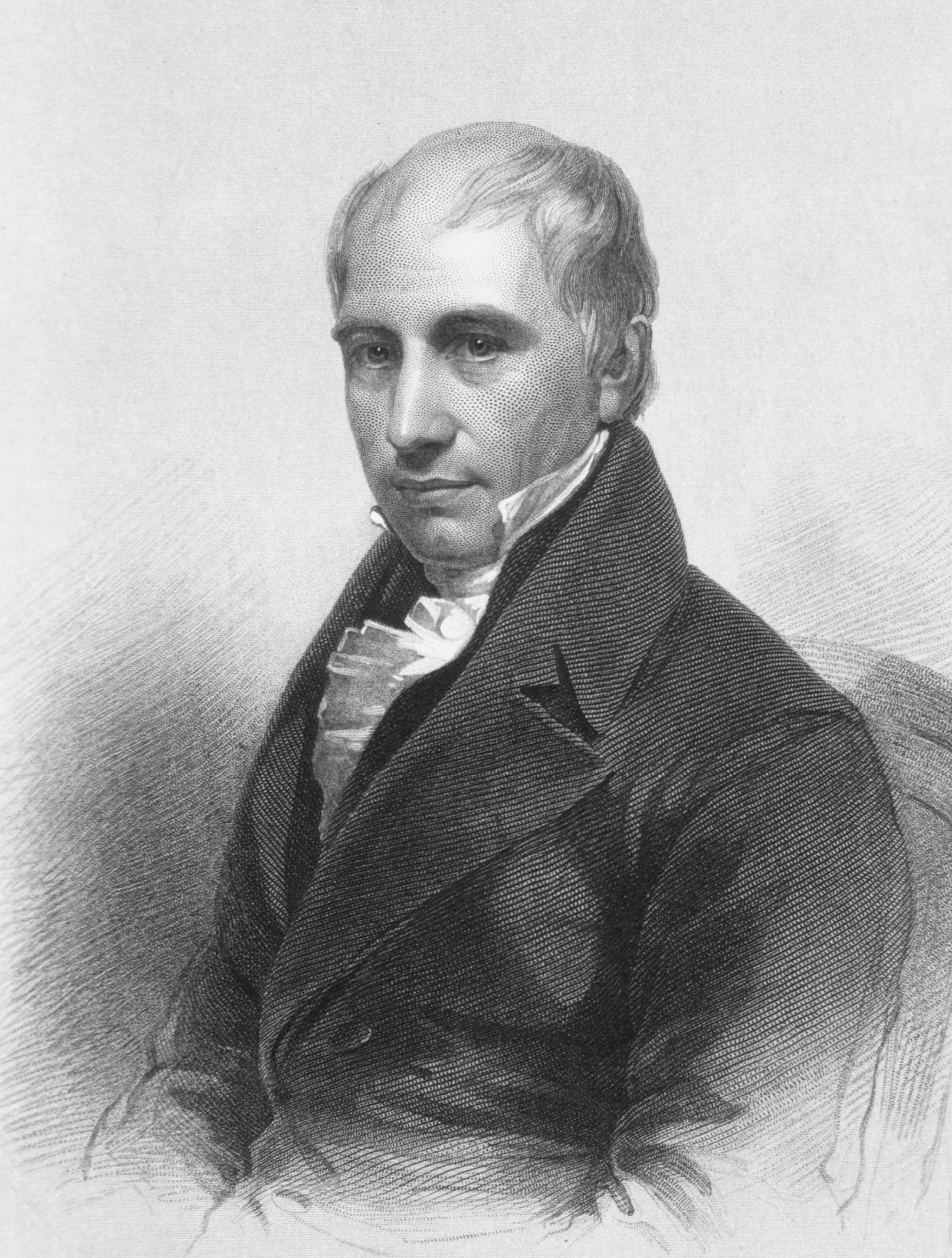
Thomas Thomson

托马斯·汤姆森（英語：Thomas Thomson，1773年4月12日—1852年8月2日）是一位苏格兰化学家和矿物学家，其著作为道尔顿原子理论的早期传播做出了贡献。 他的科学成就包括发明糖度计，并给硅起了现在的名字。 他曾担任格拉斯哥哲学会主席。
汤姆森是植物学家托马斯·汤姆森的父亲，也是卫生官员罗伯特·汤姆森的叔叔和岳父。

## 生平与科研工作
托马斯·汤姆森出生于佩斯郡的克里夫 (Crieff)，是伊丽莎白·伊万 (Elizabeth Ewan) 和约翰·汤姆森 (John Thomson) 的儿子。
他曾在克里夫教区学校和斯特灵堡学校接受教育。 
1787年至1790年，他在圣安德鲁斯大学攻读普通学位，学习古典学、数学和自然哲学。他休学了五年，然后于1795年进入爱丁堡大学学习医学，1799年获得博士学位（MD）。在这后一个时期，他受到导师约瑟夫·布拉克教授的启发，开始研究化学。
1796年，汤姆森接替他的兄弟詹姆斯，担任《大英百科全书》第三版（1801年）增刊的助理编辑，撰写了化学、矿物学以及蔬菜、动物和染色物质等文章。 矿物学文章首次使用字母作为化学符号。
1802 年，汤姆森以这些文章为基础撰写了《化学系统》一书。 
1810 年，汤姆森出版的《化学元素》一书展示了不同体积的不同气体如何以原子理论支持的方式发生反应。
1802年，汤姆森开始在爱丁堡教授化学。
1805年，汤姆森当选为爱丁堡皇家学会会员。 